# Johnnies

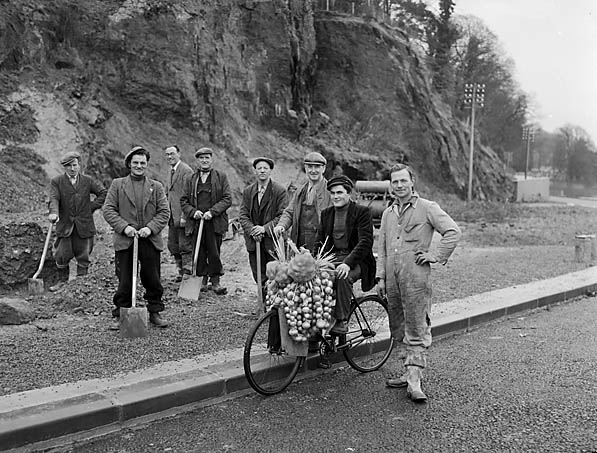
Un Johnny, Daniel Tanguy, en bicicleta en Llanycill (23 de enero de 1958).

Los Johnnies (así llamados en francés; conocidos en inglés como Onion Johnnies; en galés, Sioni Winwns; en bretón ar Johniged) fueron agricultores bretones que durante los siglos XIX y XX viajaban en bicicleta por toda Gran Bretaña (especialmente Gales) vendiendo puerta a puerta las cebollas rosadas de Roscoff que ellos mismos traían desde sus campos al otro lado del Canal, en Bretaña, Francia.
Los Johnnies fueron durante esta época muy comunes y se volvieron icónicos allá donde iban. Luego, desaparecieron rápidamente a partir de los años 50. No obstante, desde finales de los años 90 se ha ido recuperando la práctica gracias a los agricultores y los compradores a pequeña escala. Tradicionalmente vestidos con boina y marinière (camisa a rayas) y montando una bicicleta adornada con cebollas, los johnnies se convirtieron en una imagen estereotipada del comerciante francés, ya que en muchos casos fueron el único contacto que los británicos de a pie tenían con Francia y los franceses.

## Historia

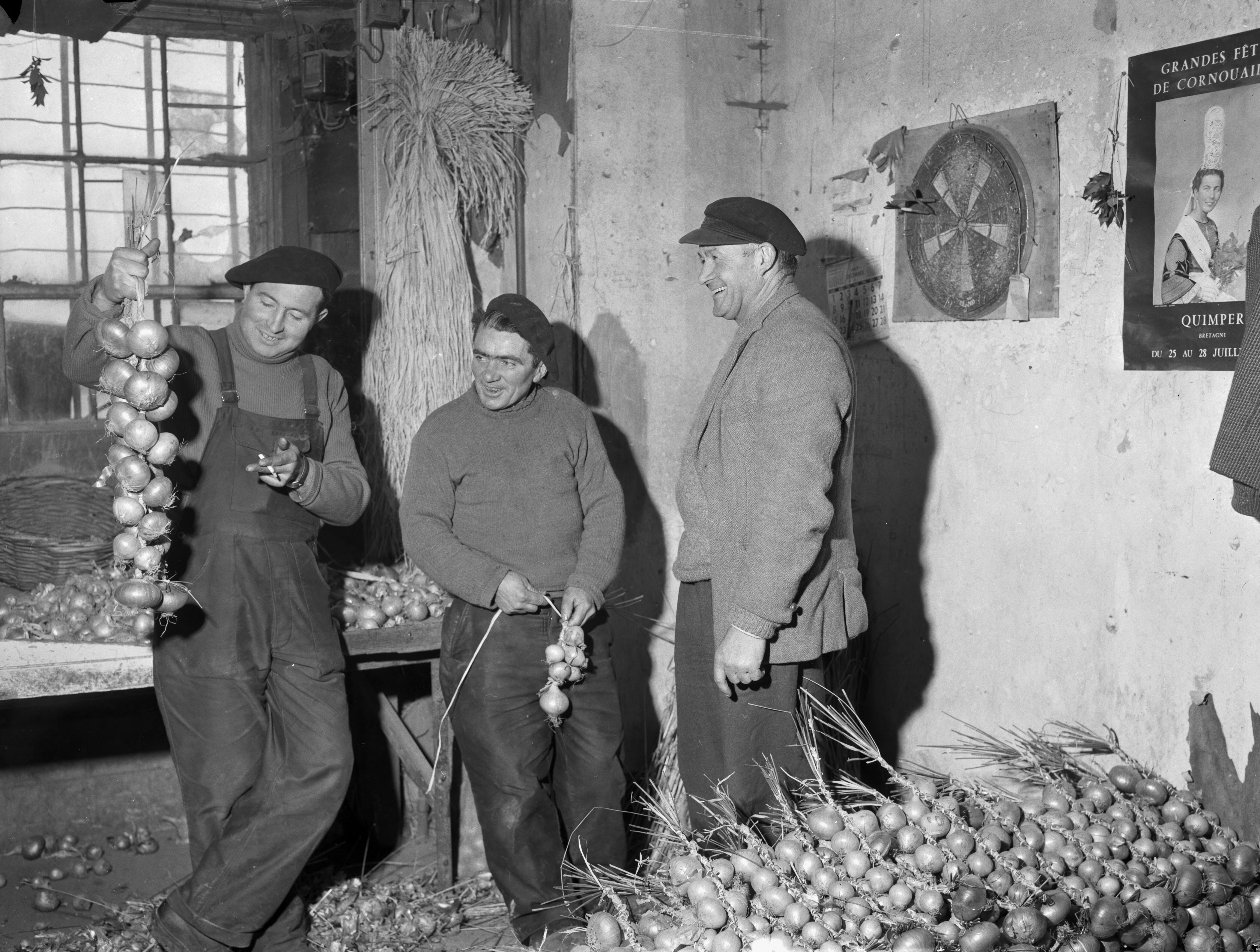
Ensartando cebollas en Porthmadog, Gales (1958)

El comercio johnny pudo haber comenzado en 1828 cuando, se dice, que Henri Ollivier realizó el primer viaje con éxito. Desde el área alrededor de Roscoff en la Bretaña francesa conocida como Bro Rosko, los Johnnies encontraron un mercado más rentable en Gran Bretaña que en Francia, y por lo general llevaban su cosecha a través del Canal de la Mancha en julio para almacenarla en graneros alquilados, regresando a casa en diciembre o enero. Podrían haber vendido sus productos en París, pero las carreteras y los ferrocarriles estaban en mal estado en el siglo XIX e ir allí era un viaje largo y difícil, por lo que cruzar el canal era realmente más corto y más fácil.
Como los primeros Johnnies eran todos de habla bretona, Gales fue su destino preferente (ambas regiones son de habla celta). El bretón está relacionado con el galés y el córnico, y los Johnnies encontraron que el galés era mucho más fácil de aprender que el inglés. Los Johnnies que visitaban regularmente Gales en el siglo XIX se conocieron como Sioni Winwns y posteriormente como Onion Johnnies en inglés.
La edad de oro de los Johnnies en el Reino Unido fue durante la década de 1920. En 1929, casi 1.400 Johnnies importaban más de 9.000 toneladas anuales de cebollas al Reino Unido. Sin embargo, la Gran Depresión, seguida de la devaluación de la libra a principios de los años 30, hizo decaer el comercio johnny repentinamente, alcanzando un mínimo en 1934, cuando menos de 400 personas importaron menos de 3.000 toneladas.
Tras la Segunda Guerra Mundial, las cebollas, al igual que otros productos, estaban sujetas a restricciones de importación y estaban obligadas a comercializarse a través de una sola empresa. En 1973, el número de Johnnies había caído a 160, comerciando con 1.100 toneladas, y había vuelto a caer a alrededor de 20 a finales del siglo XX.
Los viajes ahora se hacen en ferry, pero anteriormente se usaban pequeños veleros y vapores, y el cruce del canal podría ser peligroso. Setenta Johnnies murieron cuando el vapor SS Hilda se hundió en Saint-Malo en 1905.

## En la cultura
El museo Onion Johnny se inauguró en Roscoff en 2004, con una Fête de l'Oignon (Festival de la cebolla) de dos días que se celebra cada verano. Desde 2009, la cebolla de Roscoff está protegido con la denominación francesa Appellation d'Origine Contrôlée.
En la música, el grupo Tonnerre de Brest dedicó a estos agricultores una de sus canciones, Les Johnnies. El grupo de Nantes, Tri Yann les dedicó la canción Vivre johnnie, vivre. También Trio EDF les dedica Onion Johnnie. 
En su novela juvenil Les oignons de la fortune, Yvon Mauffret describe la vida de los Johnnies.

## Galería

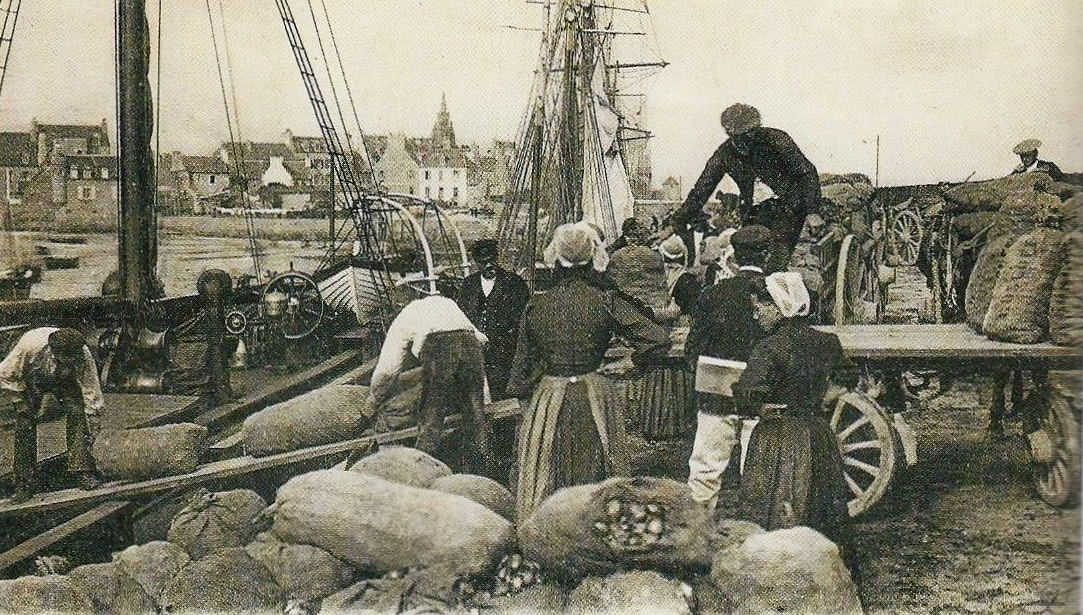
Embarque de cebollas en Roscoff con destino Gran Bretaña (alrededor de 1920).
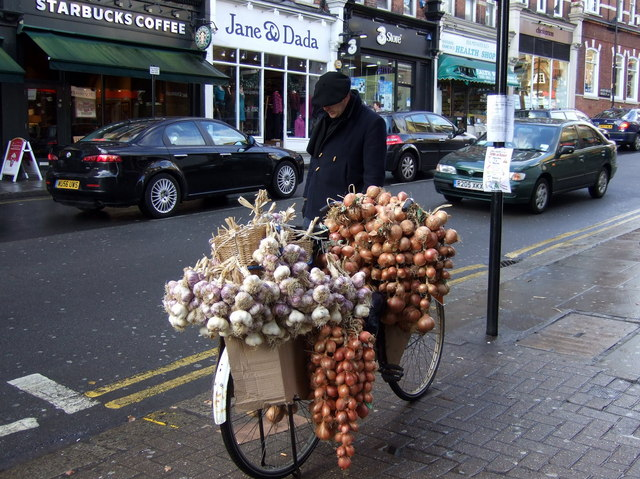
Recuperación de la práctica del johnny en Hampstead, Londres, 2008.
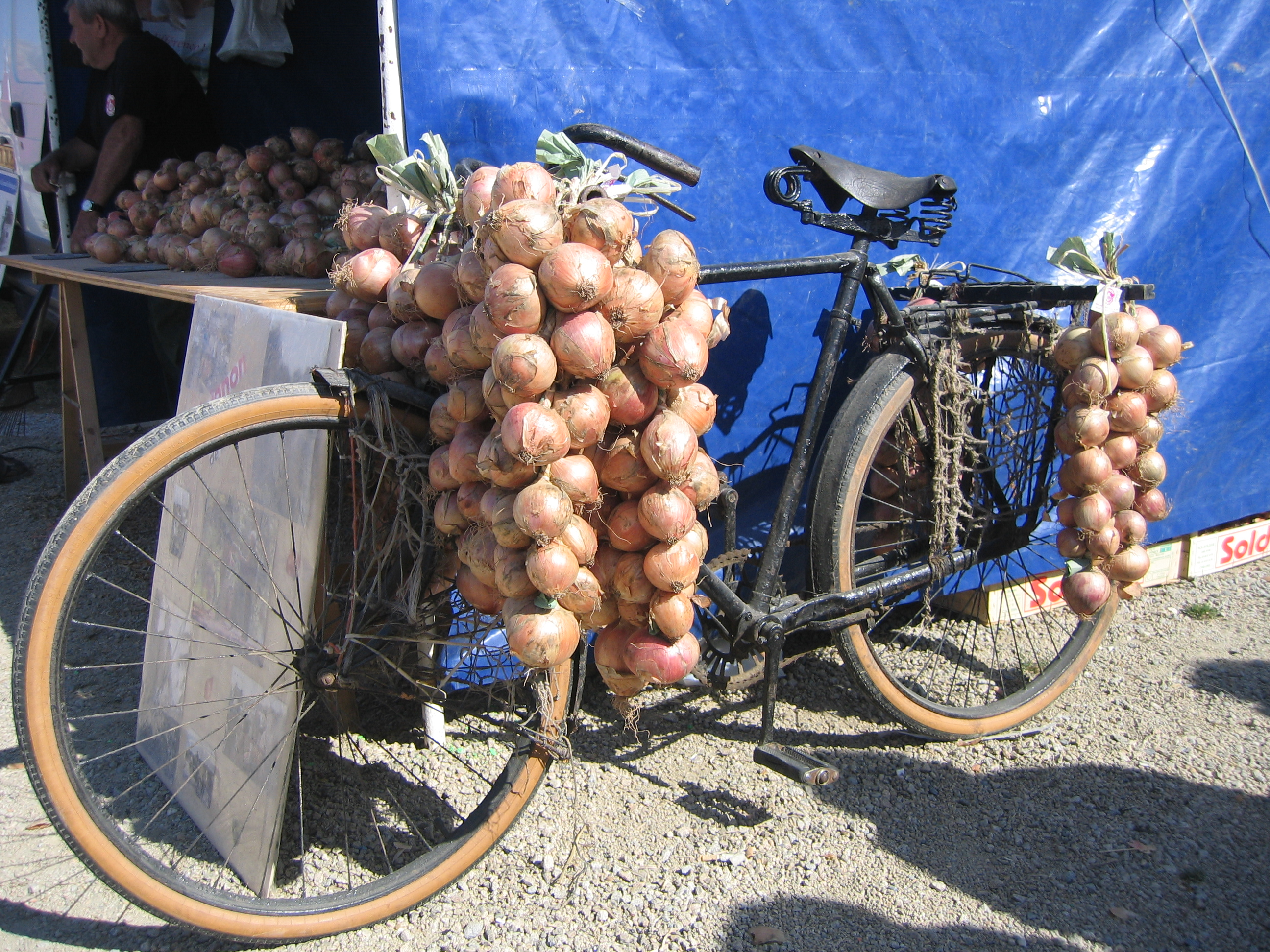
Bicicleta de un johnny con su típica ristra de cebollas colgando.
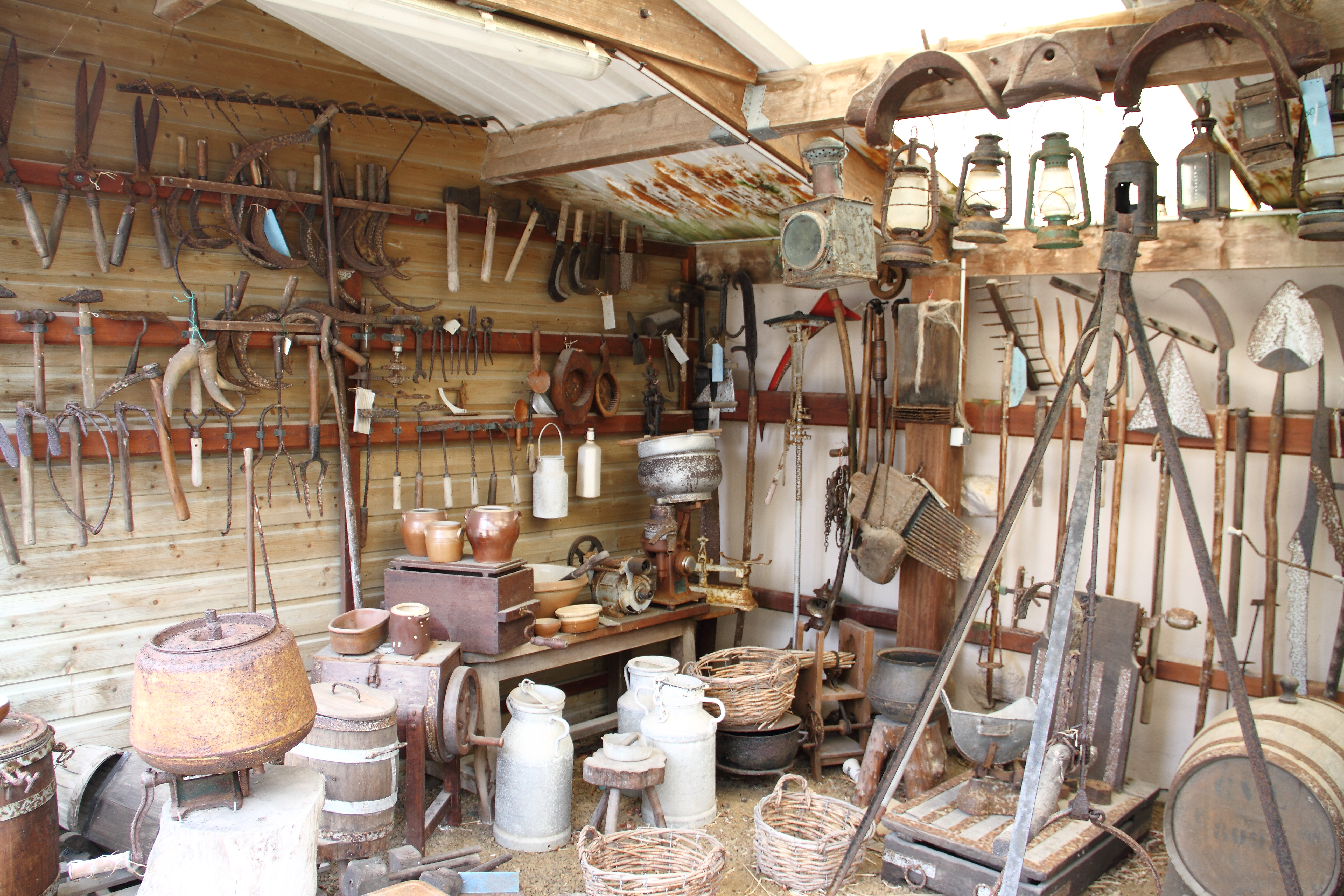
Maison des Johnnies, museo dedicado a los johnnies en Roscoff